# 李杭 (道光进士)
李杭（1821年—1848年），字孟龙，号梅生，湖南湘阴人（今湖南省汨罗市川山坪镇三姊桥），道光二十三年（1843年）中举人，第二年中进士，授翰林院庶吉士，散馆授职编修加一级，敕授儒林郎，贈榮祿大夫。著有《小芋香馆诗赋》12卷。

## 家庭
父亲李星沅为道光十二年进士。
母亲郭润玉，湘潭女诗人，字昭华，著有《簪花阁遗稿》。